# ヴォロダルカ
ヴォロダルカ（ウクライナ語: Володарка）はウクライナ・キーウ州ヴォロダルカ地区(ru)の都市型集落である。
ローシ川に面し、人口は2013年の時点で6297人。ルーシの年代記（レートピシ）における初出は1150年であり、その中世の都市の遺構が残る。キエフ・ルーシ期の史料にはヴォロダレフと記され、ステップからの遊牧民の侵入に対するキエフ公国南方の備え（沿ローシ川防衛線）として建設された都市であった。